# 1633 w sztukach plastycznych
Wydarzenia w sztukach plastycznych i wizualnych w 1633 roku.

## Malarstwo

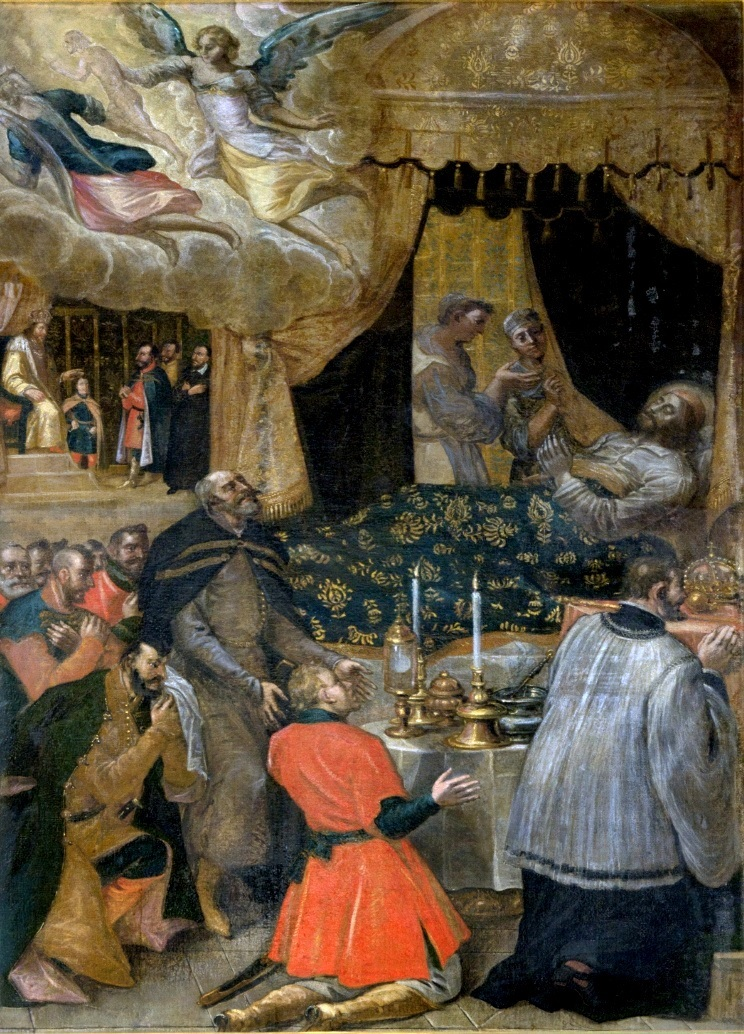
Tomasz Dolabella Śmierć św. Władysława

- Tomasz Dolabella

Śmierć św. Władysława (1632-1633) olej na płótnie, 205x131 cm